# Мэйнстриминг (образование)
Мэйнстриминг в контексте образования лиц с особыми потребностями обозначает сочетание периодов совместного обучения с обычными студентами в общих классах и работу в специальных группах в остальное время. При этом, длительность соответствующих периодов определяется уровнем их навыков и медицинскими показаниями. Таким образом, студенты обучающиеся в рамках специальной программы периодически привлекаются к совместной работе на семинарах и лекциях обычных групп. Это позволяет достичь баланса между качеством обучения с учетом специальных потребностей и социализацией обучающихся, их адаптацией в обществе.
Данный подход в образовании подразумевает участие студентов с особыми потребности в работе классов с «обычными» студентами в определённые заранее запланированные моменты времени. Программа обучения может различаться в зависимости от направления: например, обучение математике и технологиях — совместно с общей группой, а английский язык и социальные взаимоотношения — в специальном классе. Таким образом могут быть учтены особенности студента, в частности его индивидуальные способности и готовность к обучению. Основным постулатом подхода можно назвать постепенное расширение вовлечения в образовательный процесс студентов с особыми потребностями, неспособных к одномоментному включению в обучение в общей группе.
Приверженцы подхода, как и в случае с инклюзивным образованием утверждают, что обучение детей с особенностями вместе со сверстниками развивает терпимость и правильное восприятие, позволяет лучше интегрироваться в среду после завершения образования.

## Совместное образование в России
В России обсуждаемый подход к образованию реализуется, например, в формате коррекционных классов в общеобразовательных школах. По данным Росстата при общем количестве детей-инвалидов 590 тыс. человек, получают образование 250 тыс. детей-инвалидов. Из них 140 тыс. детей обучаются в общеобразовательных школах. Коррекционные классы (ККО) организуются в общеобразовательных школах для обучения детей, не справляющихся с программой по состоянию здоровья или в связи с особенностями развития.
В августе 2016 года Правительство РФ разработало и утвердило концепцию ранней помощи детям — комплекса медицинских, социальных и психолого-педагогических услуг, которые государство оказывает семьям с детьми до 3 лет в том случае, если дети, которые воспитываются в этих семьях, имеют нарушения здоровья или развития.
Согласно принятому подходу, школы коррекции в России делятся на 8 типов, в зависимости от проблемы, которую предстоит решать:
- I — для неслышащих детей;
- II — для слабослышащих и позднооглохших детей;
- III, IV — для детей с нарушениями зрения разной степени;
- V — для детей с тяжёлой речевой патологией;
- VI — для детей с нарушениями опорно-двигательного аппарата;
- VII — для детей с задержкой психического развития, поддающейся коррекции;
- VIII — для детей с умственной отсталостью.

Абсолютное большинство классов коррекции, действующих на базе общеобразовательных школ России, относится к VII типу.
Классы коррекции обычно более малочисленны — в класс ходит от 5 до 15 человек, таким образом учитель сможет уделять в несколько раз больше времени каждому воспитаннику. Помимо преподавателя в классе находится ещё один педагог, чья должность звучит как «освобожденный классный руководитель». Его задача — не в объяснении материала, а в работе с детьми, наблюдении за ними, решении возникающих сложностей или конфликтов.